# Starr-Halbinsel
Die Starr-Halbinsel ist eine 16 km lange Halbinsel an der Nordküste der Thurston-Insel vor der Eights-Küste des westantarktischen Ellsworthlands. Sie liegt zwischen dem Wagoner Inlet und dem Potaka Inlet.
Ihre Position wurde anhand von Luftaufnahmen der Operation Highjump (1946–1947) vom Dezember 1946 bestimmt. Das Advisory Committee on Antarctic Names benannte sie 1960 nach Robert Brewster Starr (* 1925), Ozeanograf an Bord des Eisbrechers USS Glacier bei der Forschungsfahrt der United States Navy in die Bellingshausen-See im Februar 1960.